# Alain Menu
Alain Menu (Ginevra, 9 agosto 1963) è un pilota automobilistico svizzero, vincitore due volte nel BTCC nel 1997 e 2000.

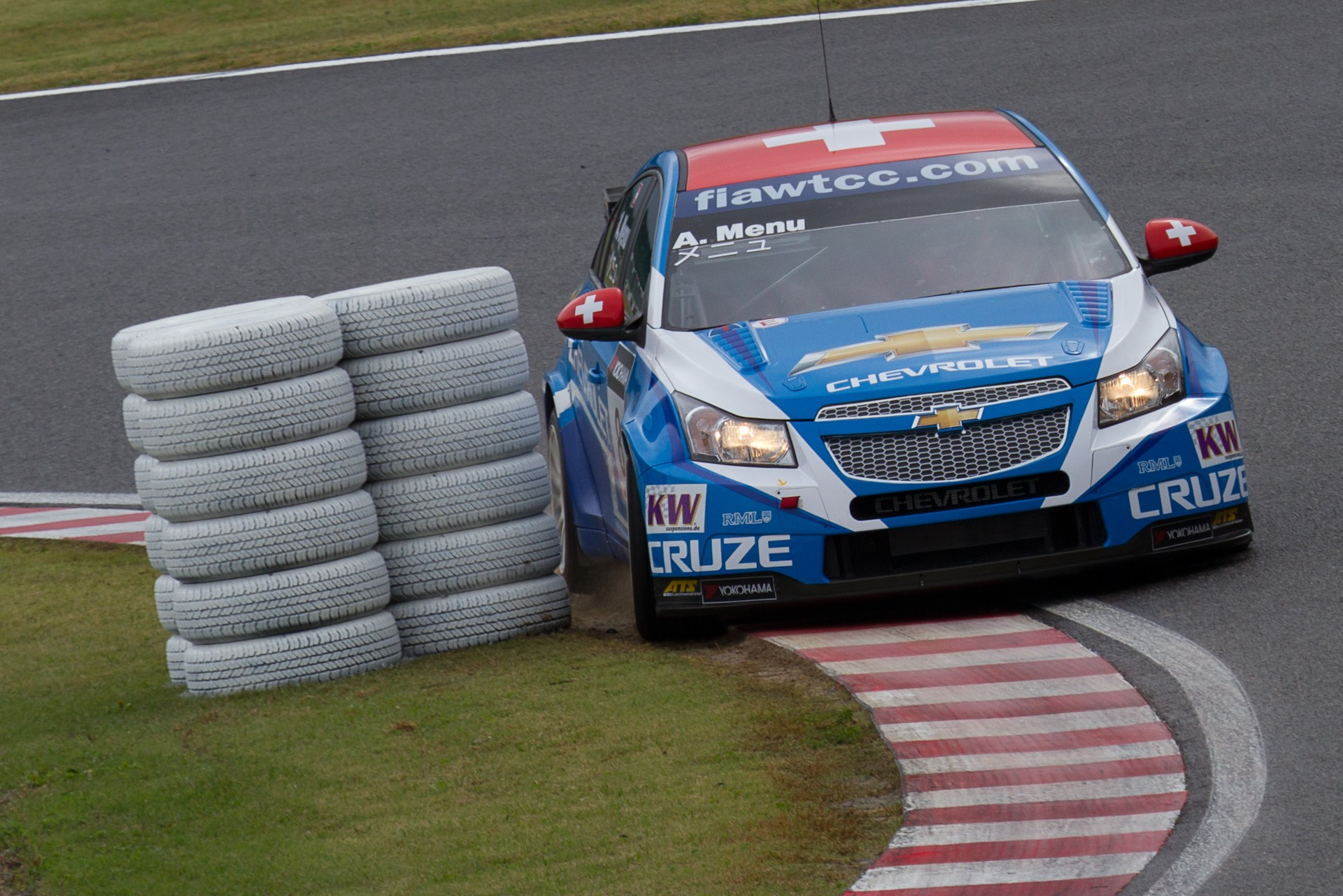
Alain Menu al WTCC 2011

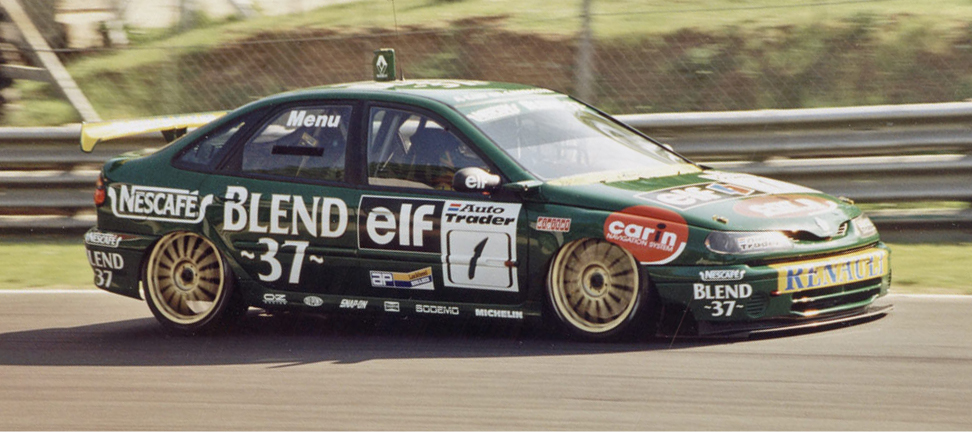
Alain Menu al BTCC 1998

Nella sua carriera ha preso il via anche a 2 edizione della 24 Ore di Le Mans, nel 2002 e 2004.

## Carriera
Menu ha fatto il tester Williams nel 1993 (testando di fatto il famoso cambio CVT) e nel 1995.

## Palmarès
- British Touring Car Championship: 2
1997 e 2000
- 200 km di Buenos Aires: 1
2006

## Riconoscimenti
- Autosport National Racing Driver of the Year 1997